# 多馬 (使徒)
多馬或譯多默，又稱「低土馬」（意即「雙生子」），耶穌十二門徒之一。近年有學者提出多馬為耶穌的孿生兄弟的論述，但相關說法仍有待考證。《對觀福音》和《使徒行傳》把他列在門徒名單上（《馬太福音》第10章第3节、《馬可福音》第3章第18节、《路加福音》第6章第15节），但有關資料不多，對他的敘述集中在約翰福音。

## 新約中的多馬
約翰福音數次提到他。在拉撒路剛死去，耶稣對門徒說，要再往猶太地去，門徒即表示那将是危險的行程（《约翰福音》第11章第7-8节），因為之前猶太人曾想用石頭打死他。當耶稣表明坚决之態度后，多馬向其他使徒说：“我們也去和祂同死吧！”(约翰福音11：16) 
當耶稣在最後晚餐向門徒明示自己将要離去，並向門徒保證自己必再来接門徒到所预备的地方同住，同时又說这條路門徒是知道的（《约翰福音》第14章第1-4节），而多馬抗議他們不知道。（《约翰福音》第14章第5节），耶稣就此說了一段詳細而難明有關他與上帝關係的道。
多馬最為人知在《约翰福音》第20章第24-25节，他懷疑耶穌復活，表示要摸到他的傷口才相信真有其事，而耶穌亦顯示了其身上的傷痕證實自己復活。
在看到活著的耶穌後，他宣告對耶穌的信心，大聲說道：「我的主啊！我的上帝啊！」是第一位首先宣示三位一體奧祕的門徒。耶穌亦稱他為信徒。

## 教會傳統中的多馬
據教會傳統說法，多馬後來去到印度傳福音並在當地殉道。歷史上無法判斷多馬曾否到訪北印度，但這不是不可能的事，傳統上是說他在南印度殉道。時間推斷為公元72年，於清奈附近殉道，被當地的印度教教徒殺死。印度的傳統教會及基督徒群體，傾向支持多馬是在7月3日逝世，也定下這天為「聖多馬日」在印度也有一群自稱為「圣多马基督徒」，因爲他們相信多馬於公元52年把基督教帶到喀拉拉邦，其後待在印度沒有回去，直至殉道。
耶柔米貴為西方教會中學識最淵博的拉丁教父、基督教學者和聖經翻譯家，他們共同書寫了（《給馬塞廬斯書信》，公元59年），在信中有一句話是這樣說的：「有多馬在印度。」或在凱撒利亞的優西比烏的著作當中，提到的教會史料亦看見多馬的足跡。多馬把基督信仰傳到東北面的奧斯若恩的緩衝王國，其首都埃得沙王阿布加（Abgar）向多馬求救，希望多馬能差人來醫治自己，這個人就是聖猶達，由這位記載在路加福音第十章的70門徒之一，前往埃得沙承擔重任。說他是被矛刺死的。古代教會用一支矛與一柄木匠曲尺為標誌，來象徵多馬的忠心與犧牲。他是失明者、印度、巴基斯坦、斯里蘭卡的主保聖人。

## 多馬福音
在初期教會，曾有一卷《多馬福音》流傳，被指為由使徒多馬所寫。第四世紀中，耶路撒冷的西里尔主教（315－386）認為這份文件是出自摩尼三門徒之一的手。然而，這份文件的內容有三分之一的篇幅與對觀福音有重疊，是目前所發現的古文獻中最接近正典福音書的另一份文件。這份語錄式的福音外傳，有相當多的論述接近佛教禪宗靈修的說法。
《多馬福音》不被初期教會接納為圣经正典之中，正因其諾斯底主義的內容。